# Kunstharzmörtel
Kunstharzmörtel (auch Reaktionsharzmörtel) ist ein porenarmer und optional wasserundurchlässiger Mörtel, der überwiegend oder ausschließlich polymere Bindemittel (Kunststoffe) enthält, die oft auch als organische Bindemittel bezeichnet werden.
Hierin unterscheiden sich Kunstharzmörtel von den traditionellen mineralischen Mörteln, die überwiegend Kalke sowie gegebenenfalls Zement als Bindemittel enthalten.
Die verwendete Gesteinskörnung unterscheidet sich oft nicht von der in herkömmlichen Mörteln verwendeten Zuschlägen.
Im Falle von Ober- und Edelputzen kann die Farbe des Zuschlags das Aussehen des Putzes beeinflussen.
Da Kunstharzmörtel gut haftet, wird er häufig für Ausbesserungsarbeiten eingesetzt. Zur Reparatur von Rissen und Abplatzungen in Beton, sowie zum Verputzen von freiliegender Bewehrung werden meist organische und mineralische Bindemittel gemeinsam eingesetzt, um den alkalischen Schutz des Bewehrungsstahls vor Korrosion zu erhalten.
Die Zugabe von Wasser ist bei reinem Kunstharzmörtel für den Aushärtungsprozess nicht erforderlich. Oft wird ein spezieller Härter und gegebenenfalls ein Beschleuniger hinzugemischt um die chemische Reaktion in Gang zu setzen, die das Bindemittel erhärtet. Die Geschwindigkeit der Aushärtung lässt sich durch die Auswahl der verwendeten Materialien einstellen.

## Buntsteinputz
Bei sogenannten Buntsteinputzen werden transparent aushärtende Bindemittel verwendet, so dass die Oberfläche fast ausschließlich von der Farbigkeit der verwendeten Kiese und Sande bestimmt wird. Das Bindemittel verbleibt als transparenter und meist glänzender Überzug auf der Steinoberfläche sichtbar.
Buntsteinputz ist nicht zu verwechseln mit traditionellen Steinputz, der so bezeichnet wird, da seine Oberfläche nach Fertigstellung dem Aussehen von Naturstein nahekommt. 

## Kunstharzbeton
Kunstharzmörtel mit grobem Zuschlag wird als Kunstharzbeton, Polymerbeton oder Mineralguss bezeichnet. Betone dürfen Gesteinskörnungen größer als 4 mm enthalten. Kunstharzbeton wird vor allem für die Werkstückproduktion und zum Gießen von Maschinengestellen eingesetzt, die eine erschütterungsdämpfende Funktion haben.

## Vorteile
- schnelle Aushärtung (8 Stunden bis 2 Tage)
- kein Kapillarporensystem (porenarm)
- wasserundurchlässig
- diffusionsdicht
- Frostbeständigkeit
- sehr hohe chemische Beständigkeit
- glatte Oberfläche
- hohe Zugfestigkeit
- hohe Biegefestigkeit
- hohe Druckfestigkeit
- geringes Gewicht
- gute Dämpfungseigenschaften (flexibel gegen Stöße und Explosionen)

### Nachteile
- brennbar
- geringere Temperaturbeständigkeit (−40 °C bis +100 °C)
- hohe Kosten (Faktor 5–10)
- bei Kunstharzbeton Rostgefahr an Eisenbewehrung, da kein alkalischer Schutz durch Zement vorhanden[3]

## Weitere Eigenschaften
- Aushärtung ohne Temperaturerhöhung, teilweise im Frostbereich
- Härtungsgeschwindigkeit bei vielen Harzen einstellbar
- Verwitterungs-, Alterungs- und Korrosionsbeständigkeit
- Abriebkonsistenz
- geringes Schwundverhalten

## Zusammensetzung
Kunstharzmörtel bestehen, wie alle Mörtel, aus Gesteinskörnung und Bindemittel. Bei der Verarbeitung wird ein bisher getrennt aufbewarter Härter untergemischt. Dem Härter werden vom Hersteller oftmals auch Beschleuniger beigegeben.
Der Anteil an Gesteinskörnung ist ein hoher zweistelliger Prozentsatz. Vom Härter wiederum ist dem Bindemittel meist nur ein im niedrigen einstelligen Prozentsatz liegender Anteil beizugeben. Der Anteil des Beschleunigers ist ebenso niedrig. Die Anteile hängen aber selbstverständlich vom Hersteller, dem gewollten Einsatz und Ergebnis und den verwendeten Bindemitteln ab.

### Gesteinskörnung
Die Gesteinskörnung besteht hauptsächlich aus trockenen und natürlichen mineralischen Rohstoffen: meistens Kies und Quarzsand. Des Weiteren kommen (auch für Kunstharzbeton) körniger Granit, Basalt, Calciumcarbonat, Blähton, Perlit oder andere Füller infrage.

### Bindemittel
Als Bindemittel werden folgende Kunstharze verwendet:
- ungesättigtes Polyesterharz (UP)
- Methacrylatharz
- Epoxidharz

### Härter
Bei Polyestern und Methacrylatharzen kommen organische Peroxide als Härter zum Einsatz. Oft handelt es sich dabei um Methylethylketonperoxid. Für Epoxidharz werden flüssige aliphatische Polyamine und Polyamidoamine verwendet.

### Beschleuniger
Oftmals werden Kobaltsalze zur Beschleunigung als Katalysatoren verwendet.

## Verarbeitung
Die Endfestigkeit des Baustoffs ist natürlich von der Verarbeitung abhängig. In erster Linie ist der Härter in vorgeschriebener Menge zu applizieren. Zu wenig Härter führt dazu, dass das Bindemittel nicht vollständig reagiert und sich keine Duromere oder Polymere bilden. Das Ergebnis kann optisch trotzdem gelungen aussehen. Die Belastbarkeit und Langzeiteigenschaften werden geringer sein, sodass das Ergebnis technisch unbrauchbar ist.
Des Weiteren sind die technisch möglichen Aushärtungszeiten viel geringer (wenige Minuten), als die der letztendlich kaufbaren Mörtel. Eine schnelle Aushärtung durch einen geringeren Anteil Bindemittel oder höheren Härteranteil, kann zu Verformungen und Spannungen im Werkstoff führen.
Feuchte schadet dem Ergebnis: Auch die Luftfeuchte hat schon geringen Einfluss auf das spätere Produkt. Die chemischen Reaktionen bei der Polymerbildung werden gestört und Wasserhüllen um die Gesteinskörnung behindern die Haftung des Harzes.
Zum Anmischen sollte man ein sauberes Gefäß nutzen, bei den Pionieren der Bundeswehr wird hierfür ein Kunststoffbeutel verwendet. Die nach Anwendung notwendige Reinigung ist aufwendig. Eine Entsorgung des Gefäßes ist einzuplanen.
Aufgrund der Klebewirkung der angemischten Ausgangsstoffe sind verwendete Werkzeuge gründlich zu reinigen. Dies gelingt z. B. mit Aceton. Aus diesem Grund sind auch Handschuhe nötig.
Entsprechend dem Gewerk ist gegebenenfalls auch passendes Schuhwerk zu tragen. Und aufgrund von Ausdünstungen empfiehlt sich ein Atemschutz, wenn man nicht an der frischen Luft arbeitet. Der Hautkontakt sollte vermieden werden, da Teile des Mörtels eine mittel bis stark reizende Wirkung besitzen. Aus diesem Gründen ist eine professionelle Schutzkleidung unerlässlich.
Bei der Verwendung von Kunstharzbeton und Verschalungen sind gängige Trennmittel ungeeignet. Hier finden Hartwachse, Silikone oder Polyvinylalkohol Anwendung.
Entsprechend der geplanten Beanspruchung des Endprodukts kann eine Grundierung mit chemikalien- und witterungsbeständigem Flüssigkunststoff erfolgen. Meist bieten die Hersteller hier ein eigenes System an.